# Mangifera caesia
Mangifera caesia är en sumakväxtart som beskrevs av William Jack. Mangifera caesia ingår i släktet Mangifera och familjen sumakväxter. IUCN kategoriserar arten globalt som livskraftig. Inga underarter finns listade i Catalogue of Life.